# Pavel Plánička
Pavel Plánička (* 3. března 1956) je bývalý český politik, na počátku 21. století poslanec Poslanecké sněmovny za KDU-ČSL.

## Biografie
K roku 1998 se profesně uvádí jako ředitel ISŠ-technických řemesel. Bydlel v České Lípě a dle údajů k roku 2001 byl ředitelem místní Integrované střední školy technických řemesel. Zároveň působil jako předseda KDU-ČSL v Libereckém kraji.
Ve volbách v roce 1998 kandidoval do poslanecké sněmovny za KDU-ČSL (volební obvod Severočeský kraj). Nebyl ale zvolen. do sněmovny ovšem usedl dodatečně jako náhradník v říjnu 2001 poté, co rezignoval poslanec Pavel Tollner. Byl členem sněmovního zahraničního výboru. V parlamentu setrval do voleb v roce 2002. V únoru 2002 měl dopravní nehodu v Praze, po níž odmítl dechovou zkoušku na alkohol. Následně byl terčem kritiky a odstoupil z kandidátky do sněmovních voleb v roce 2002.
V komunálních volbách roku 1994 kandidoval neúspěšně do zastupitelstva města Česká Lípa za KDU-ČSL. Zvolen sem byl až v komunálních volbách roku 1998. Opětovně se o zvolení pokoušel v komunálních volbách roku 2002, ale nebyl zvolen. Profesně se uvádí k roku 1998 jako ředitel, v roce 2002 jako ředitel střední školy. V říjnu 2002 byl odvolán z funkce ředitele školy pro podezření z rozsáhlé zproněvěry.